# Varen (Francja)
Varen – miejscowość i gmina we Francji, w regionie Oksytania, w departamencie Tarn i Garonna. Przez gminę przepływa rzeka Aveyron. 
Według danych na rok 1990 gminę zamieszkiwało 870 osób, a gęstość zaludnienia wynosiła 38 osób/km² (wśród 3020 gmin regionu Midi-Pireneje Varen plasuje się na 384. miejscu pod względem liczby ludności, natomiast pod względem powierzchni na miejscu 469.).